# Cratere Nain
Nain  è un cratere sulla superficie di Marte.